# COMPASS-2
COMPASS-2はロシアの人工衛星。地震発生の前兆現象として地磁気の変動を研究するためにデータ収集を行った。
COMPASSとは「Complex Orbital Magneto-Plasma Autonomous Small Satellite」の略である（ロシアの文献ではKompassと綴られることもある）。

## 概要
COMPASS-2衛星は地磁気の観測を行って、その変動と地震など自然災害との因果関係を研究する科学衛星であり、ロシアの地磁気電離層電波伝搬研究所(IZMIRAN)によって運用された。衛星本体の製造はマケーイェフ設計局による。衛星は重量80kgで、ロシア、ポーランド、スウェーデン、ハンガリー、ウクライナの研究機関から寄せられた5つの観測機器を搭載している。
同じ目的を持って2001年12月10日にゼニットロケットによって打ち上げられたCOMPASS-1は、この分野の研究に特化した衛星として史上初の試みであったが、搭載通信装置の故障により打ち上げ後に衛星の応答が無く、観測ミッションは失敗に終わった。
COMPASS-2はその観測計画の再チャレンジであり、2006年5月26日に原子力潜水艦エカテリンブルク(K-84、デルタⅣ級)によってバレンツ海より打ち上げが行われた。使用された打ち上げロケットShtilは弾道ミサイルR-29の転用であり、オリジナルのSLBMと同様に水中発射方式である。衛星は予定通りに傾斜角79度、近地点400kmの太陽同期準極軌道に乗って打ち上げに成功したが、数日後には衛星のトラブルによって正常な運用が出来ない状態に陥った。機能復旧の努力の結果、同年11月16日に衛星との再コンタクトに成功し、翌月には全搭載機器の観測結果が受信可能となった。2007年7月1日に観測ミッションを終了した。

## 観測機器
- 電子検出器　TEC
- 二周波無線送信機 MAYAK
- 高周波測定器 RFA
- 低周波測定器 NVK
- 放射線検出器および紫外線光度計 TATYANA

## 備考
ドイツのアーヘン大学がCOMPASS-1および2と名付けたキューブサットを製作しており、中国が打ち上げた測位衛星シリーズもCOMPASSと呼ばれるが、それぞれ本項目とは関係がない別の人工衛星である。